# 柏靈頓熊熊出任務
是一部於2017年上映的英法合拍家庭喜劇電影，由保羅·金執導。本片為2014年電影《柏靈頓：熊愛趴趴走》的續集。英國定於2017年11月10日上映。

## 劇情
來自秘魯密林的小熊柏靈頓，和收留牠的布朗家族開心住在倫敦，感情深厚的他們如同一家人，可愛又有正義感的牠，深受社區民眾喜愛，牠也不斷地散播歡樂給大家。牠的姑姑露西即將迎接100歲生日，為了準備最棒的禮物，牠在古柏先生的古董商店中找到了獨一無二的立體書，準備到處打工賺取費用買書，但是這本立體書卻突然被偷了，柏靈頓還被當成小偷而入獄，為了還柏靈頓的清白，布朗家族決定捉拿這名小偷。小偷後來自爆是一個很出名的電視演員-尼克·福瑞斯·布山南,他想利用書中的提示找一些被忘記的寶物。

## 演員
- 本·威士肖 配音 柏靈頓
- 休·葛蘭 飾 費尼克斯·布山南（Phoenix Buchanan），過氣和自戀的演員，竊賊[5][6]
- 布蘭頓·葛利森 飾 指關節麥金蒂（Knuckles McGinty），監獄裡的廚師[7]
- 休·博內威利 飾 亨利·布朗（Henry Brown）
- 莎莉·霍金斯 飾 瑪莉·布朗（Mary Brown）
- 茱莉·華特絲 飾 柏蒂太太（Mrs. Bird）
- 吉姆·布洛班特 飾 山繆·古柏（Samuel Gruber）
- 彼得·卡帕尔蒂 飾 柯瑞先生（Mr. Curry）
- 瑪德琳·哈里斯（英语：Madeleine Harris） 飾 茱迪·布朗（Judy Brown）
- 山繆·喬瑟林（英语：Samuel Joslin） 飾 喬納森·布朗（Jonathan Brown）
- 伊美黛·史道頓 配音 露西（Lucy），柏靈頓的阿姨

## 製作

### 拍攝
正式拍攝於2016年10月在倫敦小威尼斯，電影亦於謝普頓馬利特監獄進行拍攝。

## 發行
《柏靈頓熊熊出任務》英國定於2017年11月10日上映，美國定於2018年1月12日。

### 評價
根據爛番茄的252條評論，擁有99%超高鮮度，平均得分8.7／10，觀眾分數平均為88%。在Metacritic上，電影獲得了88分。
2023年，爛番茄滿25週年特別專題中，本片在該站名列「影評家選出過去25年的最佳電影」排行榜第23名。

## 續集
2016年6月，通道影業CEO迪迪埃·盧普弗確定製作第三部《柏靈頓》電影。